# Moulay Abdallah av Marocko
Moulay Abdallah, född 1694, död 1757, var regerande sultan av Marocko mellan 1729 och 1757.